# 新左翼 (希腊)

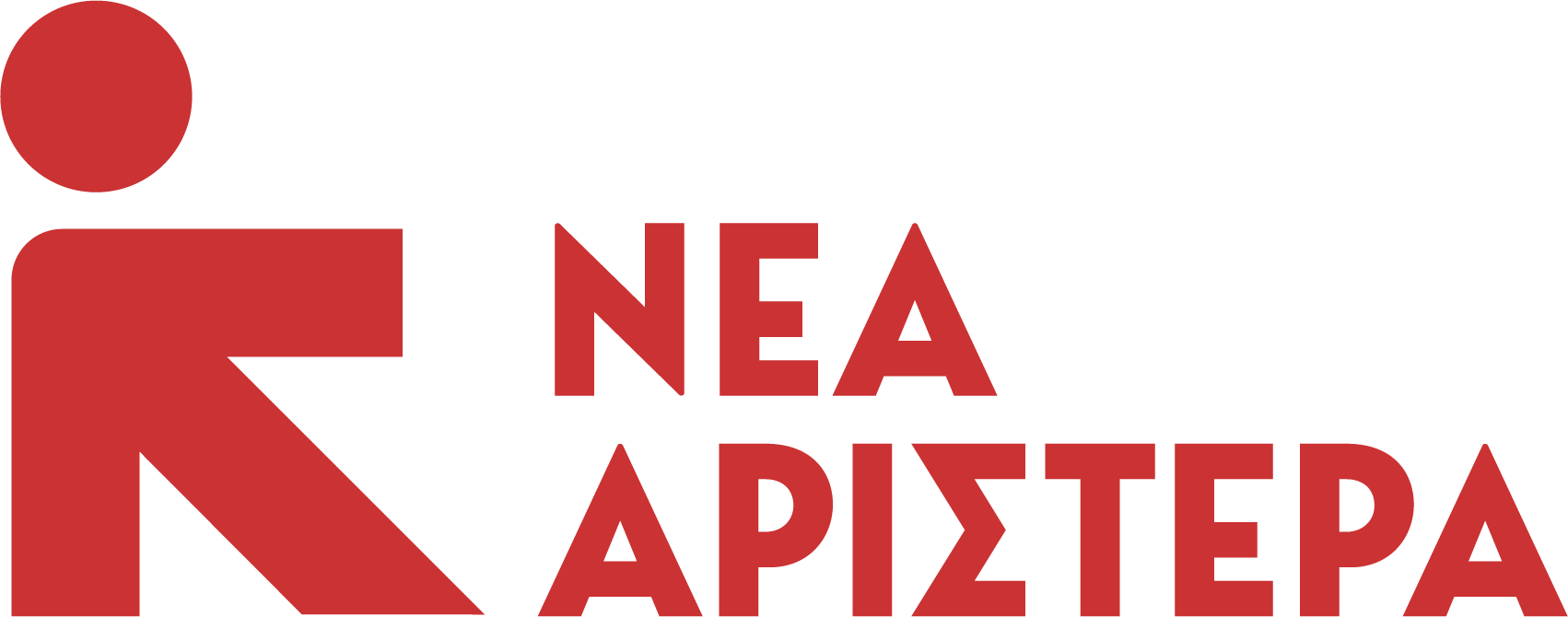
新左翼标志

新左翼（希臘語：Νέα Αριστερά，羅馬化：Néa Aristerá，缩写为NO.A.）是希腊的一个民主社会主义政党。2023年12月4日，11名在数月前离开激进左翼联盟—进步联盟的希腊议会独立议员建立议会党团“新左翼”。2024年3月3日，新左翼召开成立大会，正式成为一个政党。该党的主席是阿莱克西斯·哈里西斯。